# Watsonia versfeldii
Watsonia versfeldii és una planta de la família de les Iridaceae, bulbosa, molt vistosa. Es troba en vessants de pedra arenisca en el nord-oest del cap. És una planta alta amb flors de color rosa-porpra les quals surten a l'estiu.

## Etimologia
El gènere Watsonia va ser descrit en el 1752 per Philip Miller del Chelsea Physic Garden. El nom comú africà és kanol derivat fonèticament del nom alemany original de 'knol' que significa corm i s'aplica a totes aquelles espècies cormofítiques encara en especial a les del gènere Watsonia. S'acompanya a vegades del prefix descriptiu per exemple rooikanol (corm vermell) si les flors són vermelles o suurkanol si el corm és d'un gust agre. El nom és també sovint combinat amb l'africà pypie tal com kanolpypie, com a referència al petit periant tubular de les flors.
Els sinònims que presenta són:
- Watsonia ecklonii L.Bolus
- Watsonia versfeldii var. alba J.W.Mathews & L.Bolus